# Santiago Rubio (músico)
Santiago Amador Rubio Corral (4 de marzo de 1962, León) conocido como Santi Rubio es un músico español. Se le conoce por ser el bajista y coros del grupo de rock Ángeles del Infierno, fundador del grupo junto con Robert Álvarez en Lasarte - Guipúzcoa (España) en 1978. Músico en activo y miembro de Ángeles del Infierno desde la primavera de 1978 hasta finales del verano de 1996.

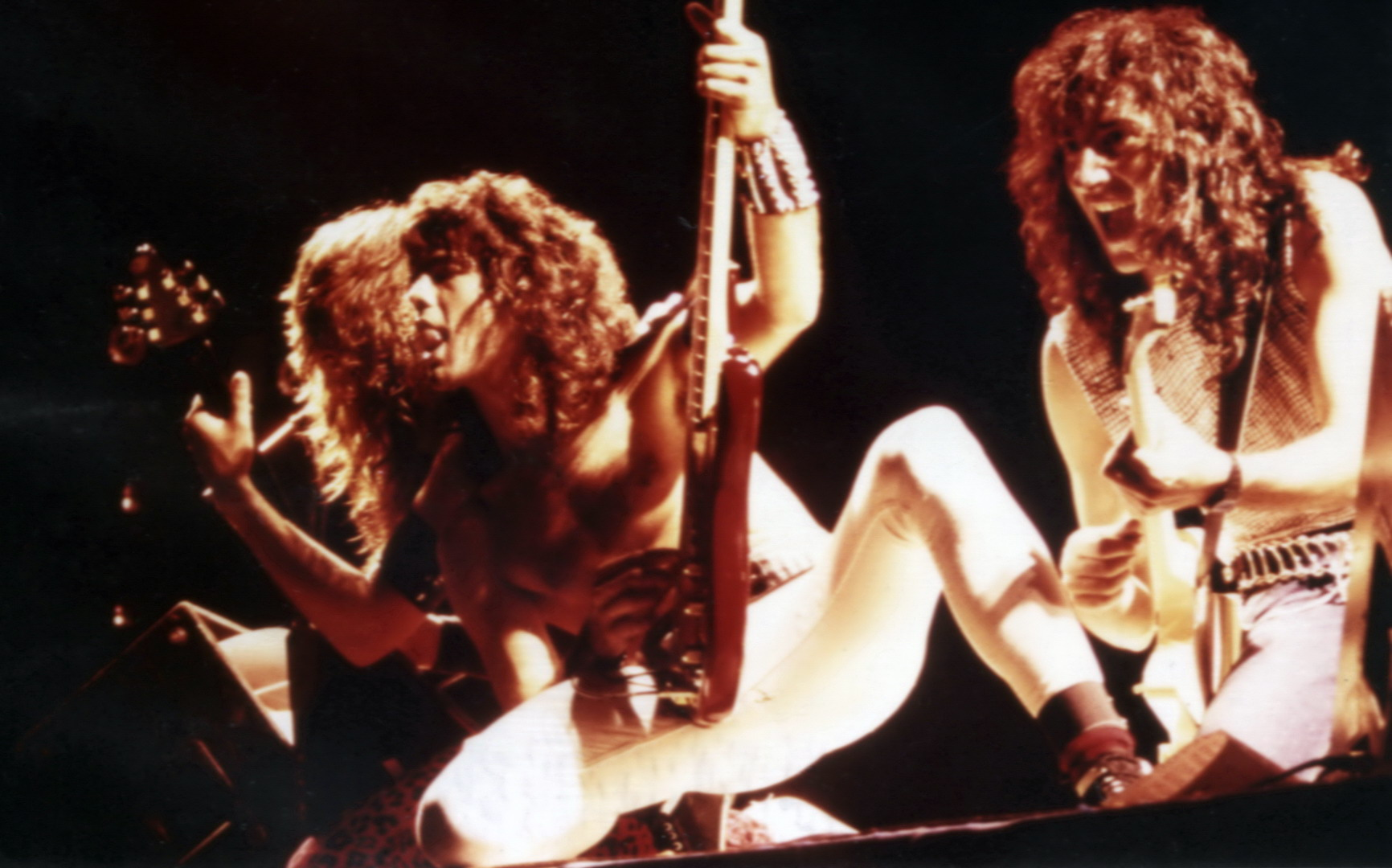
Santi, Robert y Manu en plena conexión con su público Mazarrón Murcia 1985

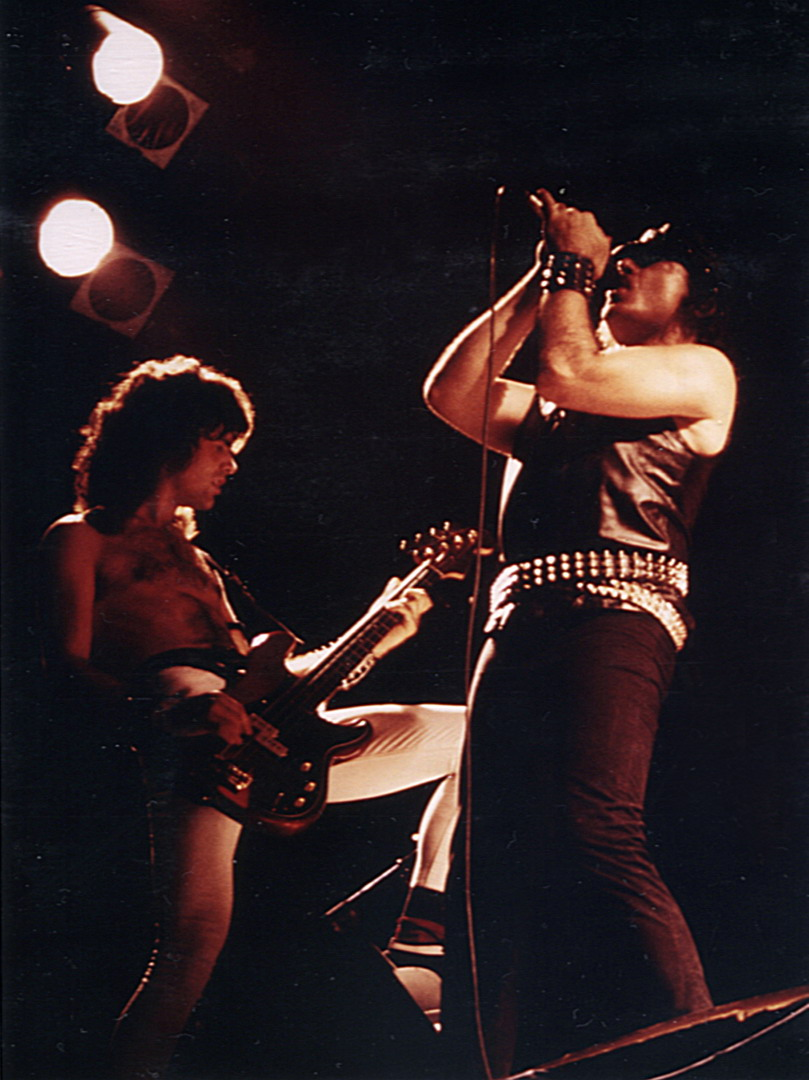
Santi Rubio y Juan Gallardo en escena desde Mazarrón Murcia 1985

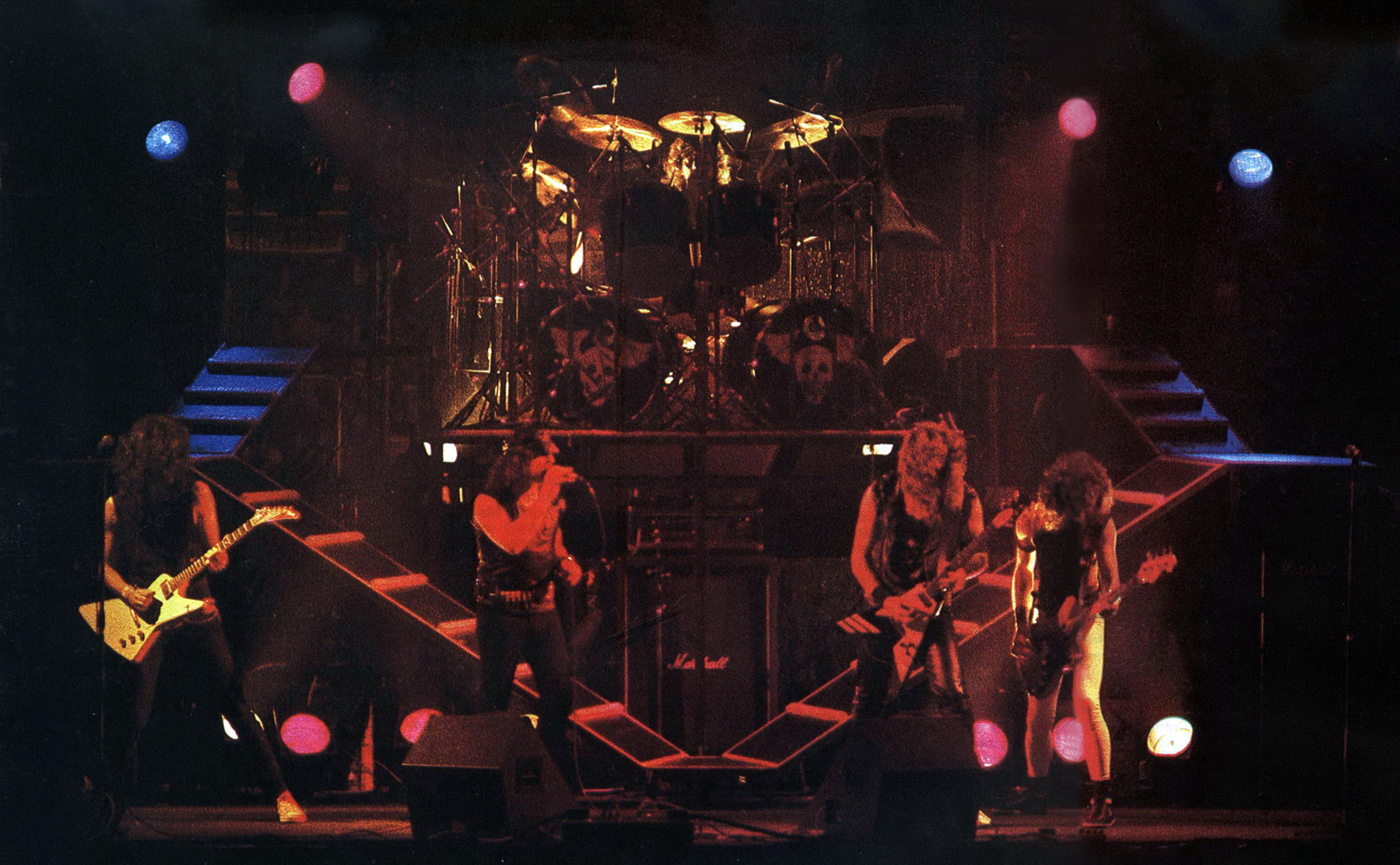
1ª formación: Manu, Juan, Iñaki, Robert, y Santi sobre el escenario de la Casa de Campo Madrid 1985

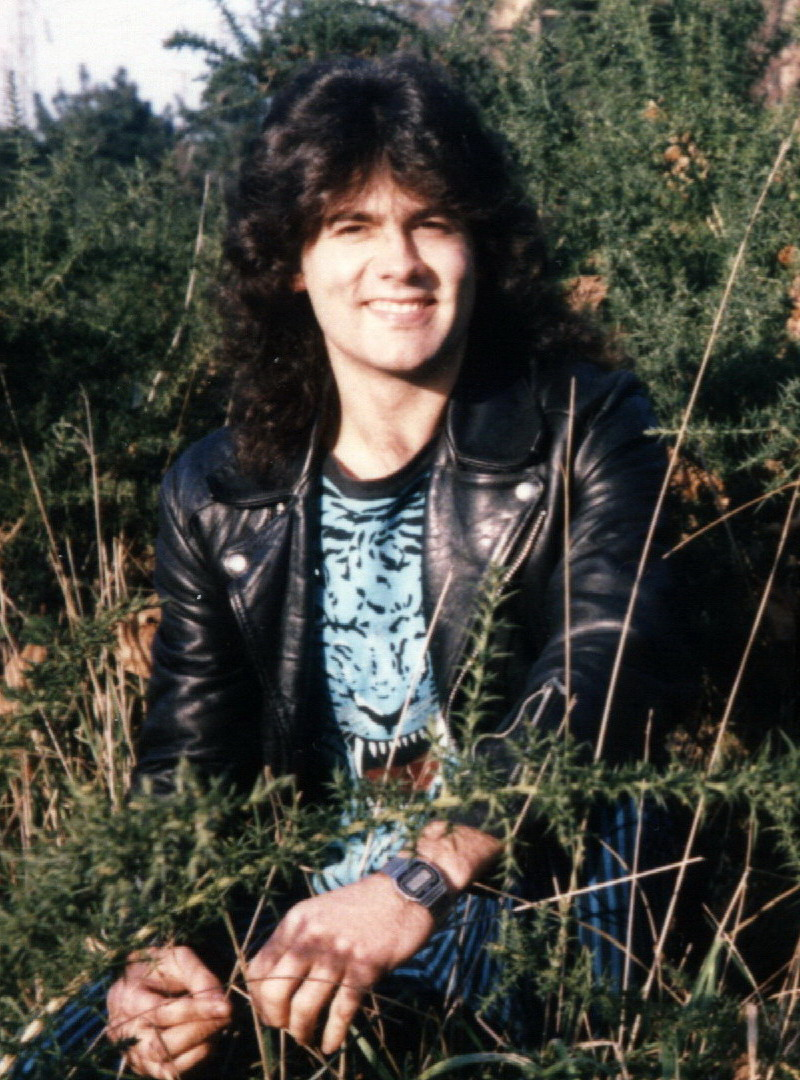
Santi Rubio en Lasarte Guipúzcoa año 1986

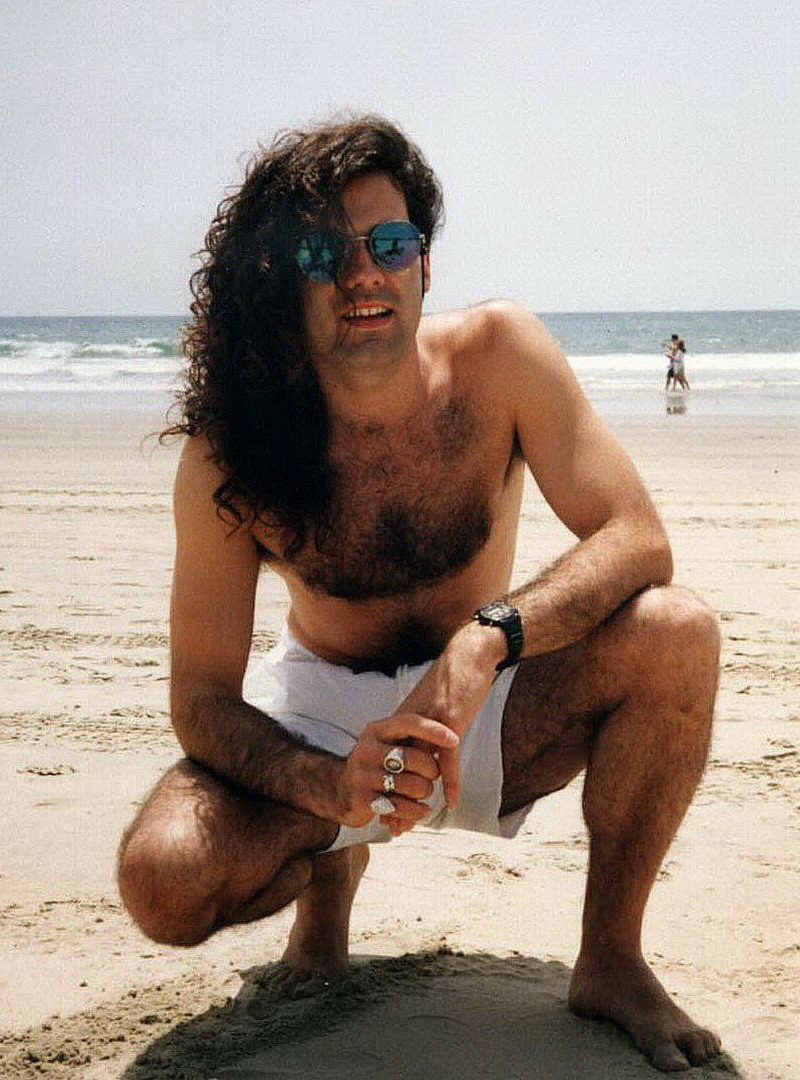
Santi Rubio de relax en la playa de Santa Mónica, Los Ángeles, California 1992

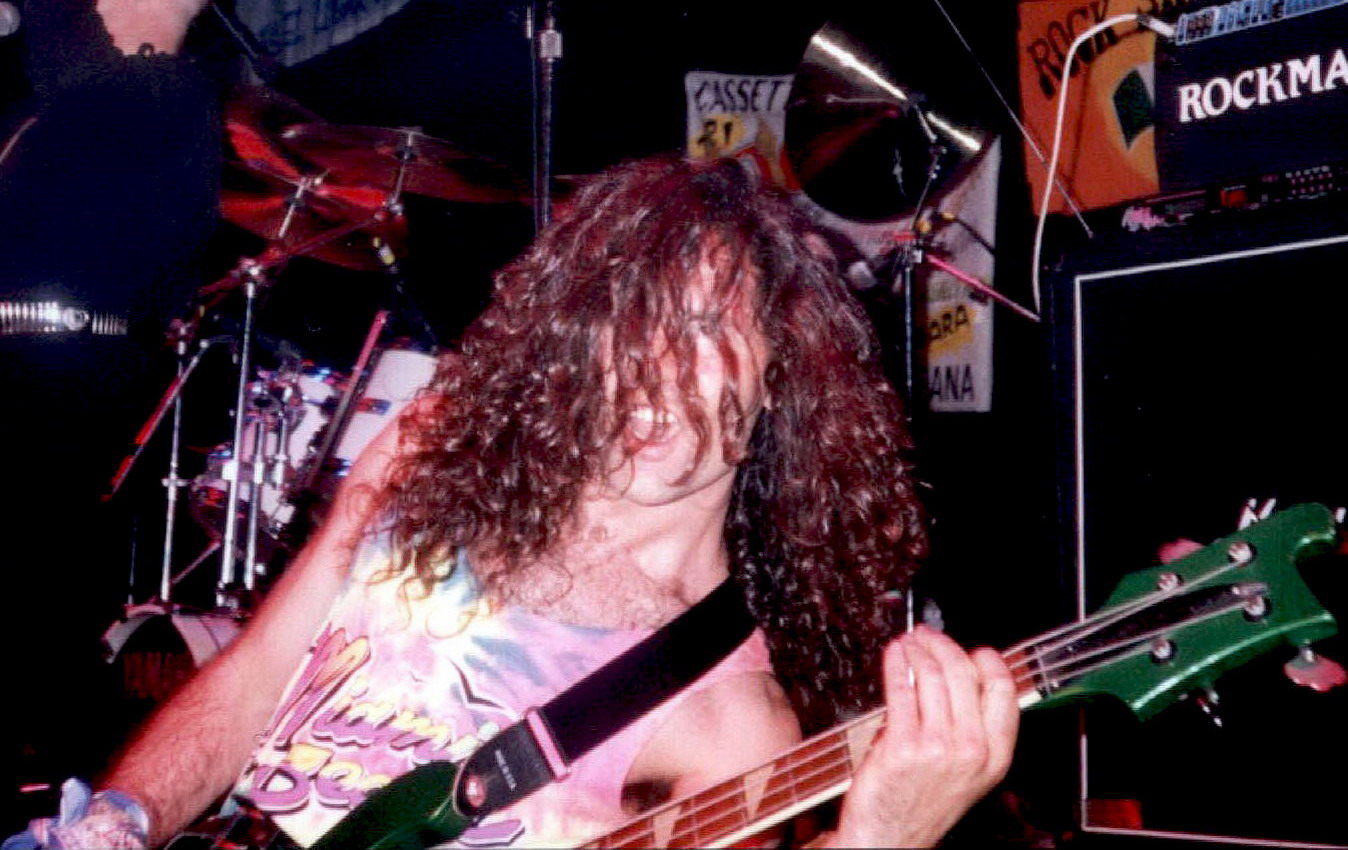
Santi Rubio en acción desde Los Ángeles California (EUA) 1993

## Diferentes formaciones del grupo hasta su marcha
- Formación de creación (1978-1982):  Robert Álvarez y Santi Rubio, tres meses más tarde Manu García, a principios de 1979 Iñaki Munita y a finales de 1981 Juan Gallardo. Giraron por el País Vasco.
- 1ª formación (1982-1987): Juan Gallardo, Robert Álvarez, Santi Rubio, Manu García, Iñaki Munita. Grabaron Pacto con el Diablo, Diabolicca, (Instinto Animal - mini LP) y Joven para Morir. Giraron desde 1982 a 1984 por el País Vasco y desde 1984 a 1987 por toda España.
- 2ª formación (1987-1990): Juan Gallardo, Robert Álvarez, Santi Rubio, Manu García, Jose Sánchez. Grabaron -666- reconocido como su disco más vendido. Giraron desde 1987 a 1990 por España.
- 3ª formación (1990-1991): Juan Gallardo, Robert Álvarez, Santi Rubio, Manu García, Javier "Carlucho" o "Cozy". Giraron desde 1990 a 1991 por España y México donde recibieron discos de platino por sus altas ventas en el país azteca.
- 4ª formación (1991-1993): Juan Gallardo, Robert Álvarez, Santi Rubio, Guillermo Pascual, Javier "Carlucho" o "Cozy". Giraron desde 1991 a 1993 por España, México y USA.
- 5ª formación (1993-1995): Juan Gallardo, Robert Álvarez, Santi Rubio, Guillermo Pascual, Toni Montalvo. Grabaron A Cara o Cruz y giraron desde 1993 a 1995 por España, México y USA.
- 6ª formación (1995-1996): Juan Gallardo, Robert Álvarez, Santi Rubio, Guillermo Pascual, Rafa Delgado. Giraron desde 1995 a 1996 por España, México y USA.
- 7ª formación (1996-1997): Juan Gallardo, Robert Álvarez, Santi Rubio, Alfonso Polo (Poncho), Rafa Delgado. Giraron desde 1996 a 1997 por México y USA.

Participó activamente en la elaboración y grabación de los siguientes discos:

## Discos de estudio
| Año  | Título              |
| ---- | ------------------- |
| 1984 | Pacto con el Diablo |
| 1985 | Diabolicca          |
| 1986 | Joven para morir    |
| 1988 | 666                 |
| 1993 | A cara o cruz       |
| 2003 | Todos somos ángeles |

## Mini L.P.
| Año  | Título          |
| ---- | --------------- |
| 1986 | Instinto Animal |

## Recopilatorios
| Año  | Título                                      |
| ---- | ------------------------------------------- |
| 1987 | Lo Mejor de...                              |
| 1997 | Lo mejor de Ángeles del Infierno: 1984-1993 |
| 2001 | Éxitos Diabólicos                           |
| 2011 | 20 grandes éxitos                           |

## Cajas discográficas
| Año  | Título                                 |
| ---- | -------------------------------------- |
| 2002 | Discografía 1984-93                    |
| 2007 | 20 Años de Rock & Roll en la carretera |

## Sencillos
| Año  | Título                      | Lado A                        | Lado B                    |
| ---- | --------------------------- | ----------------------------- | ------------------------- |
| 1982 | "Guipuzcoa star 82"         | Rock & Roll                   | LP con 14 grupos más      |
| 1984 | "Maldito sea tu nombre"     | Maldito sea tu nombre         | Heavy rock                |
| 1984 | "Rocker"                    | Rocker                        | Sombras en la oscuridad   |
| 1984 | "Unidos por el rock"        | Unidos por el rock            | Ángel del Infierno        |
| 1985 | "Con las botas puestas"     | Con las botas puestas         | Vivo o muerto             |
| 1985 | "Fuera de la ley"           | Fuera de la ley               | No pares                  |
| 1985 | "Al otro lado del silencio" | Al otro lado del silencio     | Prisionero                |
| 1986 | "Joven para morir"          | Joven para morir              | Loco de atar              |
| 1986 | "Pensando en ti"            | Pensando en ti                | No te dejes vencer        |
| 1986 | "Todo lo que quiero"        | Todo lo que quiero            | No quiero vivir sin ti    |
| 1988 | "666"                       | 666                           | Hoy por ti, mañana por mí |
| 1988 | "Todo marcha bien"          | Todo marcha bien              | No me cuentes problemas   |
| 1988 | "Si tú no estás aquí"       | Si tú no estás aquí           | Estamos todos locos       |
| 1993 | "A cara o cruz"             | A cara o cruz                 | A cara o cruz             |
| 1993 | "Sexo en exceso"            | Sexo en exceso (Introducción) | Sexo en exceso            |
| 1993 | "Jugando al amor"           | Jugando al amor               | N/A                       |

## Discografía

### Tributos/Homenajes
| Año  | Título                     |
| ---- | -------------------------- |
| 2007 | Tributo desde Valladolid   |
|      | Tributo RENACER            |
| 2008 | Tributo Un Ángel De Culto  |
| 2009 | Tributo Unidos por el rock |

## Recepción
En diciembre de 2006, la revista norteamericana Al Borde elaboró una lista de los 250 LP más influyentes en la música pop-rock latinoamericana, incluyendo el disco Pacto con el Diablo en la posición 101.
La revista Rolling Stone (México) posicionó la canción "Maldito Sea Tu Nombre" del álbum Pacto con el diablo de 1984, entre una de las 50 mejores canciones de metal de todos los tiempos.